# Sacrario militare italiano di El Alamein
Il sacrario militare italiano di El Alamein si trova in Egitto, al km 120 della strada litoranea che congiunge Alessandria con Marsa Matruh, a circa 14 km a ovest di El Alamein. Il sacrario fu eretto dal governo italiano tra il 1954 e il 1958 nell'area occupata dal cimitero italiano, ivi esistente dal 1943, a ricordo dei caduti italiani della prima e seconda battaglia di El Alamein del 1942. Il progetto e la realizzazione dell'opera furono affidate a Paolo Caccia Dominioni, che era stato comandante del 31º Battaglione Guastatori del Genio impiegato sul fronte di El Alamein nel 1942.

## Descrizione
Il sacrario è formato da tre blocchi di costruzioni: 
- il sacrario propriamente detto,
- il complesso di edifici posti lungo la strada litoranea,
- la base italiana di Quota 33.

Il sacrario è costituito da una torre ottagonale alta circa 30 metri che va leggermente stringendosi verso l'alto. Alla base della torre vi è una galleria semicircolare, illuminata da cinque finestroni che guardano verso il Mediterraneo, al centro della quale si trova l'altare. Ai lati est e ovest della galleria, sporgenti rispetto alla torre, si trovano due padiglioni all'interno dei quali sono custoditi i resti di circa 5 200 soldati italiani caduti e ritrovati in vari cimiteri nel deserto circostante. In ogni nicchia contenente le spoglie è scritto il nome e grado del caduto, oppure IGNOTO quando sconosciuto. Circa la metà dei loculi recano la scritta IGNOTO. All'interno del sacrario un busto ricorda il colonnello Dominioni, ideatore del progetto.
Gli edifici situati lungo la strada sono costituiti dal porticato d'ingresso al sacrario con la corte d'onore alla cui sinistra si trova il cimitero degli Àscari libici, con le spoglie di 232 caduti e l'annessa moschea. Sulla destra si trovano invece alcuni edifici di servizio, un piccolo museo contenente cimeli bellici ritrovati durante la ricerca delle salme e una sala di proiezione. Dal porticato si accede alla corte d'onore e da qui una strada bianca in leggera salita, contornata da cespugli, conduce alla collinetta della torre del Sacrario. Lungo la strada, sui due lati, dei cippi ricordano le divisioni italiane impegnate nella battaglia.
La base di Quota 33 si trova su una collinetta a ovest della torre del sacrario, alla distanza di circa 500 metri dalla torre stessa ed era impiegata da Paolo Caccia Dominioni e successivamente da Renato Chiodini come abitazione e ufficio nel periodo della ricerca e tumulazione delle salme e poi della costruzione degli edifici del sacrario. La costruzione fu eretta nel 1948 (completata nel 1953) sul posto, detto appunto "Quota 33" ove il 10 luglio 1942 fu attaccato e distrutto dagli australiani dell'8ª Armata britannica il 52º Gruppo cannoni da 152/37.
Nel 2008 il Presidente dell'Egitto Mubarak comunica al governo italiano di impegnarsi affinché il territorio del sacrario diventi suolo italiano. Tuttavia, a seguito della rivoluzione egiziana del 2011 e delle dimissioni di Mubarak, la questione rimane tutt'oggi sospesa e il Sacrario rimane in comodato all'Italia.

## Galleria d'immagini

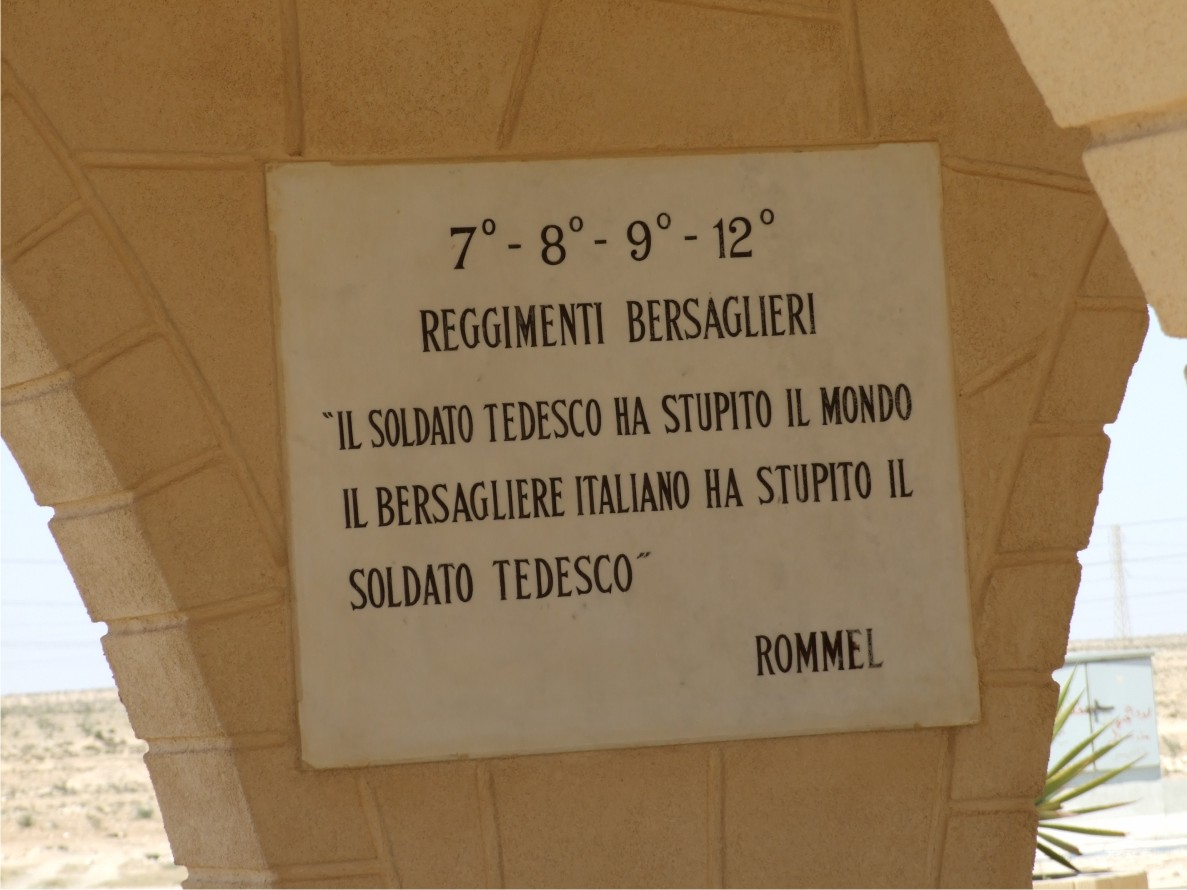
Targa che riporta una frase in onore ai soldati italiani attribuita a Erwin Rommel, benché non ci siano fonti che lo provino con certezza.
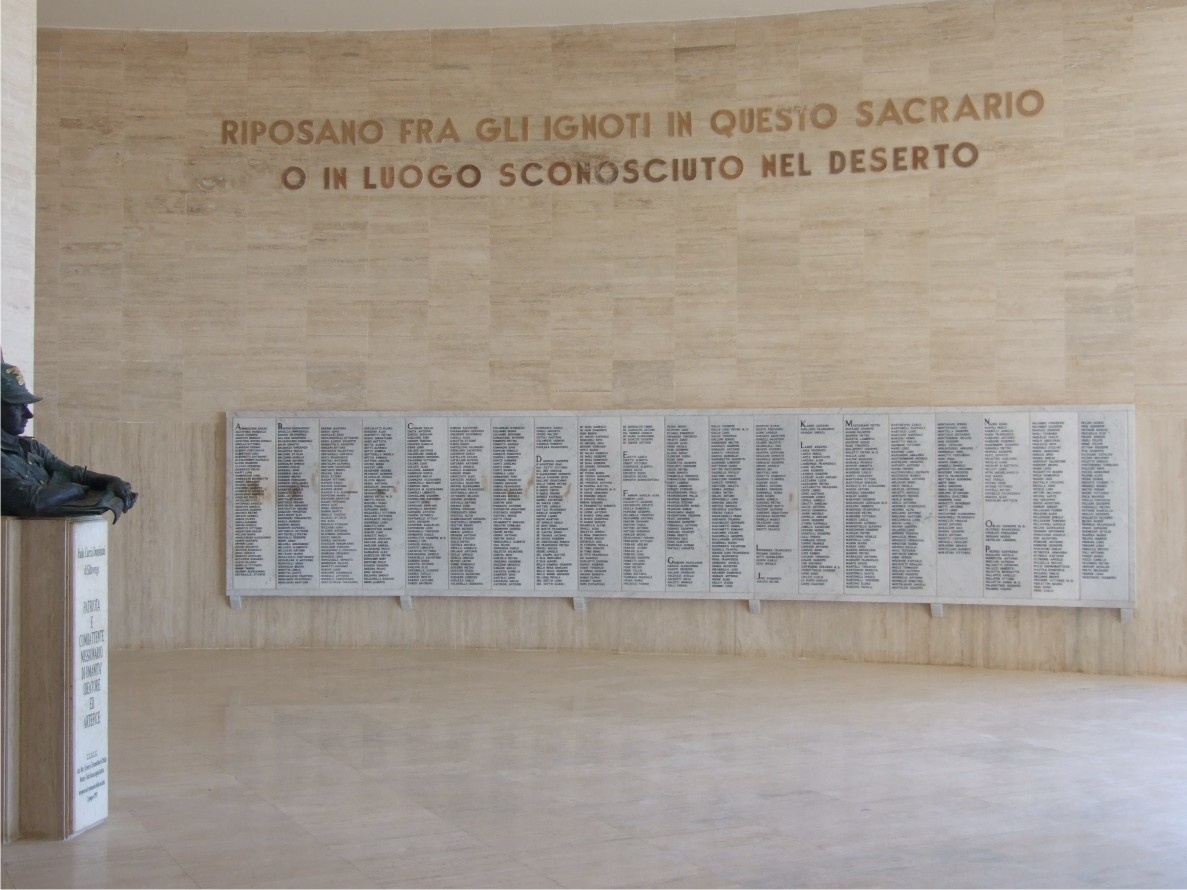
Targa con nomi
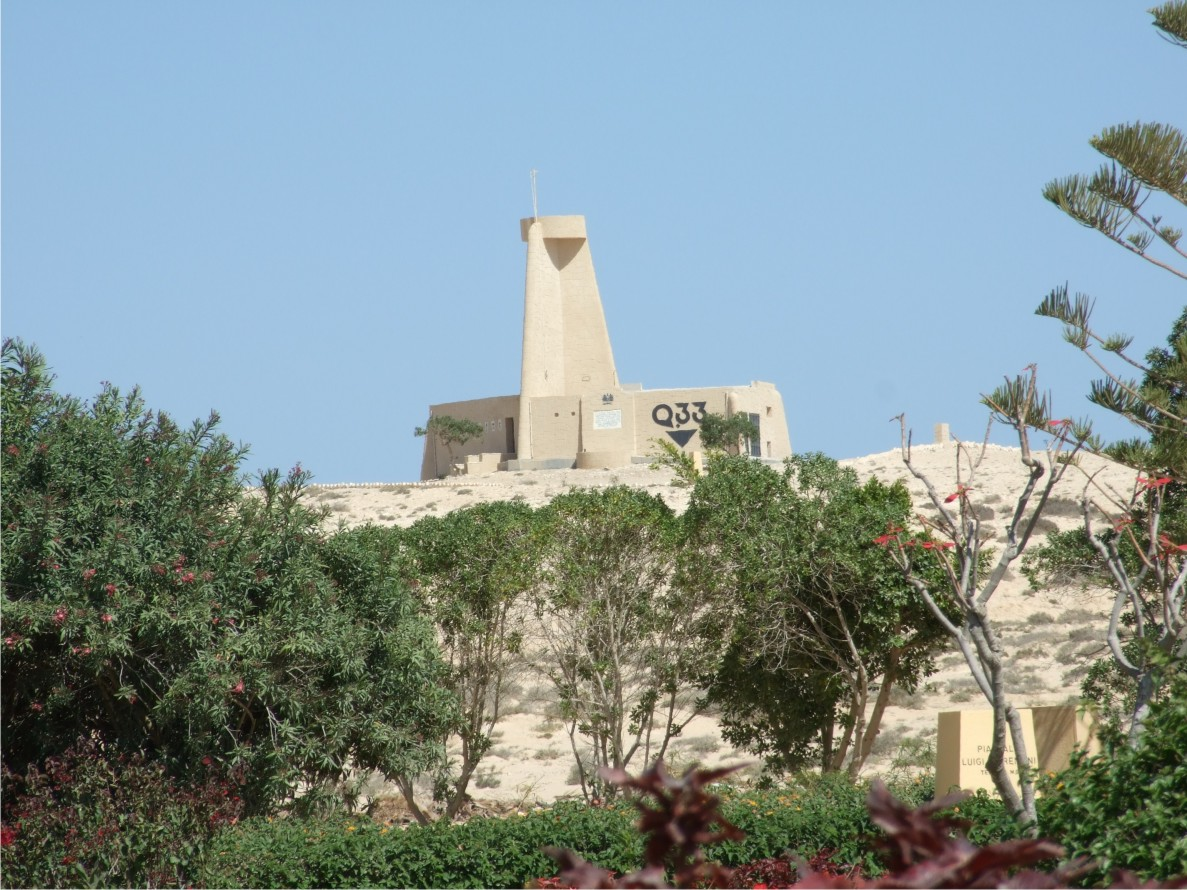
La base di "Quota 33"
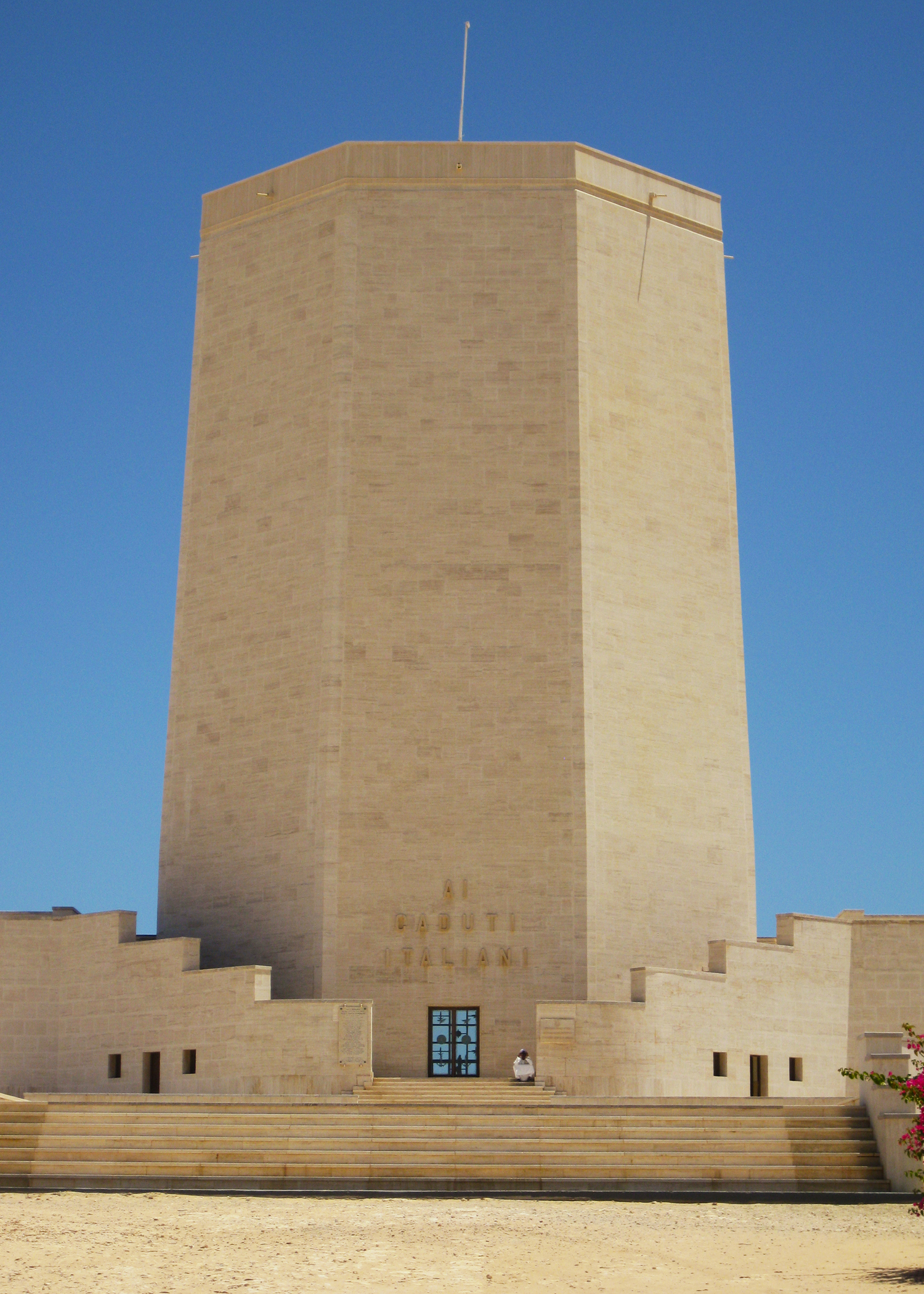
Torre centrale
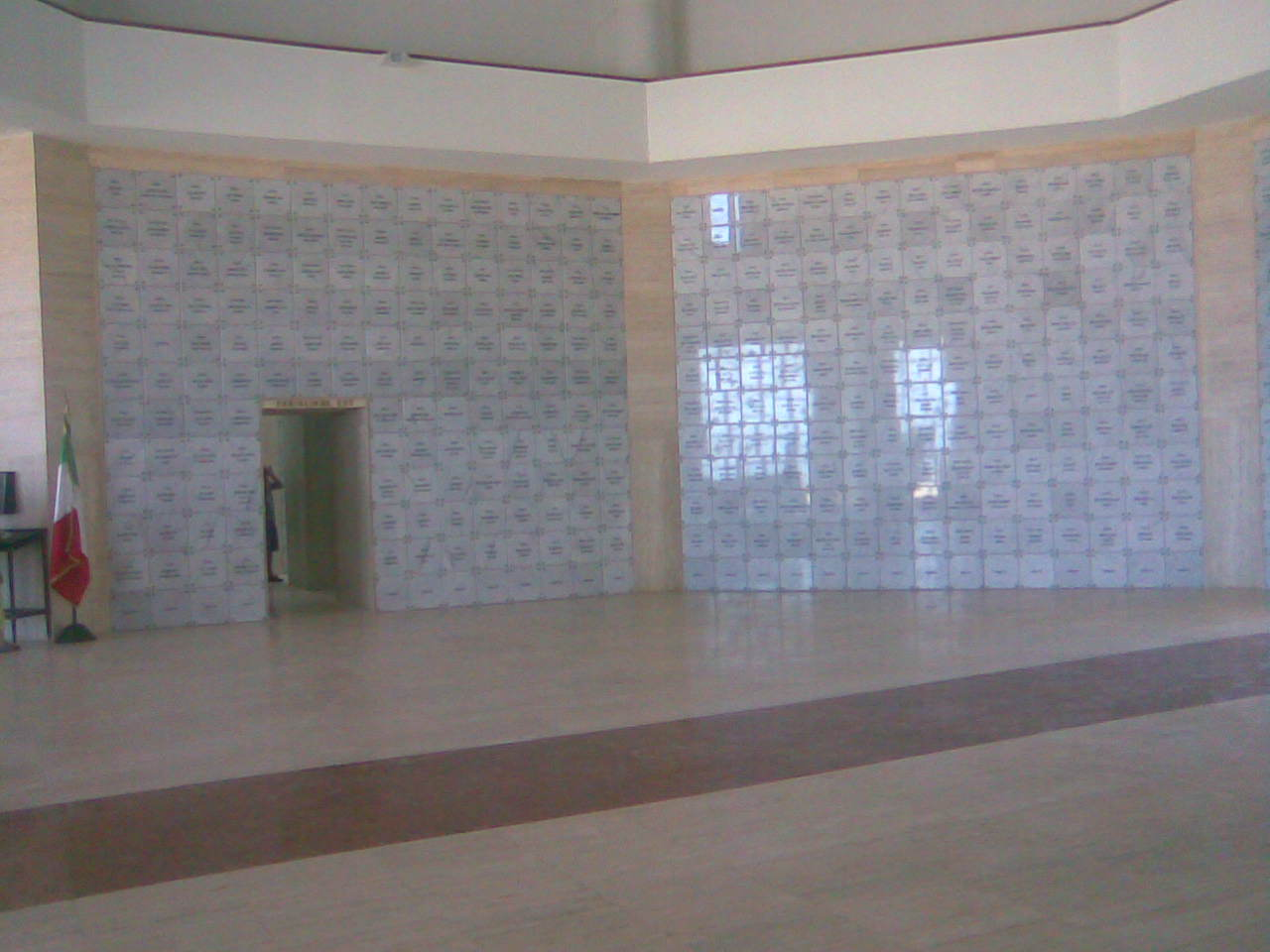
Interno del sacrario, sala principale
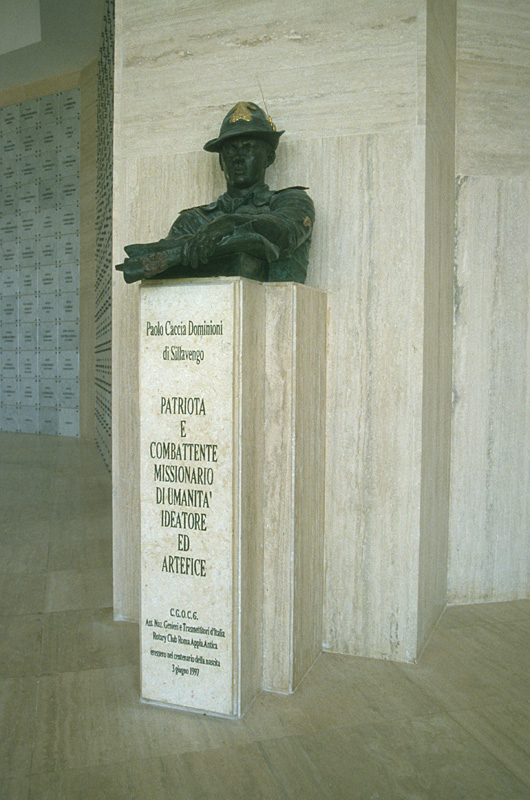
Busto di Paolo Caccia Dominioni